# August Longin Lobkowicz

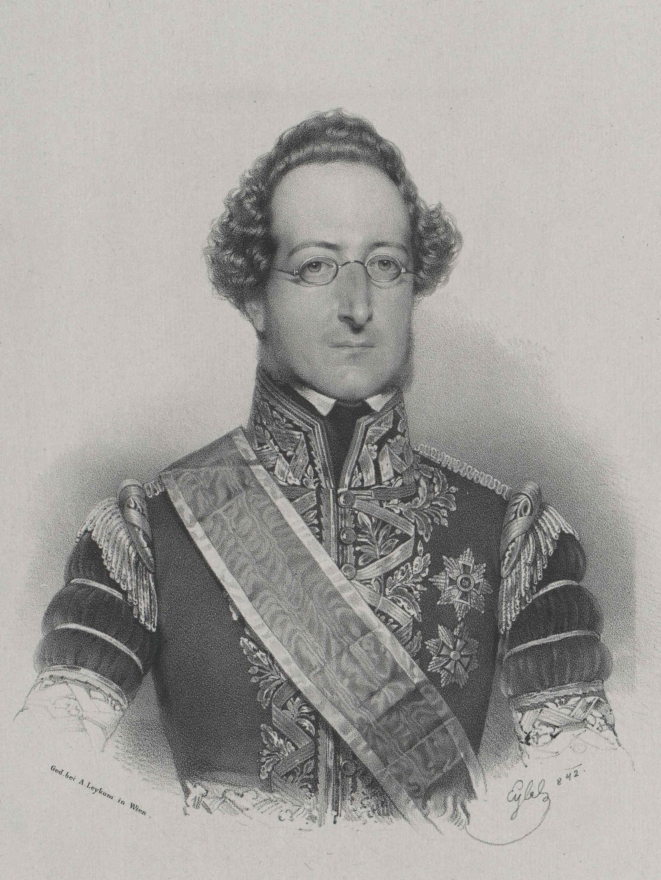
August Longin Lobkowicz (1797–1842), litografia Franza Eybla (1842)

August Longin Lobkowicz, książę niem. August Longin Fürst von Lobkowitz (ur. 15 marca 1797 w Pradze – zm. 17 marca 1842 w Wiedniu) – czesko-austriacki ziemianin i polityk, cesarski kanclerz i generał-gubernator Galicji.

## Życie
Właściciel rozległych dóbr w Czechach, m.in. Mělníka, Hořína, Drhovle, Sedleca, Rožďalovice oraz Pałacu Lobkowiczów na Małej Stranie w Pradze.
Ukończył studia prawnicze w Pradze. Wybrał karierę urzędniczą, od 1817 był starostą powiatowym w Kouřim, od 1821 był sekretarzem w czeskim Gubernium a w latach 1824-1825 był starostą w Budziejowicach. W 1825 został przeniesiony do Galicji gdzie najpierw był zastępcą (1825) a następnie generał-gubernatorem (sierpień 1826 – wrzesień 1832). Po wybuchu epidemii cholery w 1830 prowadził z sukcesem działania na rzecz  ludności dotkniętej zarazą organizując dla niej pomoc sanitarną i medyczną. To osobiste zaangażowanie zyskało mu powszechną sympatię i szacunek w zarządzanym przez niego kraju. W okresie powstania listopadowego miał życzliwie odnosić do jego uczestników przekraczających kordon graniczny, stąd po interwencji Rosji został zdymisjonowany. Wkrótce potem został  kanclerzem nadwornym w zjednoczonej Kancelarii Cesarsko-Królewskiej w Wiedniu, a po powrocie do Czech był od 1834 prezesem Izby Sądowej Kopalń i Mennic.
Jako miłośnik i mecenas sztuki brał czynny udział w życiu muzycznym swoich czasów: wspierał wielu debiutujących i uznanych artystów, utrzymywał własną orkiestrę w swoim wiedeńskim pałacu. Jednocześnie był prezesem Towarzystwa Przyjaciół Muzyki w Wiedniu, Towarzystwa Patriotycznych Przyjaciół Sztuki, Towarzystwa Krzewienia Sztuki Muzycznej. Był także honorowym członkiem Towarzystwa Muzeum Patriotycznego w Czechach oraz członkiem i dyrektorem ekonomicznym Muzeum Narodowego w Pradze.

## Odznaczenia
Krzyż Wielki Orderu Leopolda (1836)

## Rodzina
Pochodził z książęcej gałęzi melnicko-hořínskiej czeskiej rodziny szlacheckiej Lobkowiczów (Lobkoviců). Był synem podkomorzego Królestwa Czech Antonína Isidora (1773-1819) i Marii Sydonii z Kińskich. Miał trzech młodszych braci: Józefa Marię Augusta (1799–1832), dyplomatę Franciszka Jerzego (1800-1854) i Ferdynanda (1801-1831) oraz trzy siostry: Marię Ludmiłę (1798-1868), żonę Prospera Ludwiga księcia Arenberg (1785–1861), Marię Annę (1802-1830) i Marię Helenę (1805–1856). Ożenił się w 1827 z księżniczką Anną Bertą ze Schwarzenbergów (1807-1883). Mieli siedmioro dzieci: Marię Sidonię (1828–1917) żonę Josefa Františka Lobkowicza (1803–1875); Marię Hedvikę Karolínę (1829–1852, żonę Alfreda II Windischgrätza (1819- 1876); Marię Annę (1830–1913), żonę Mořica Esterházy'ego (1807–1890); Marię Rosę (1832–1905), żonę Ervína Neipperg (1813–1897); Antonína Isidora (1833–1833), marszałka Królestwa Czech Jerzego Krystiana (1835 –1908) i Marię Augustę (1838 –1841)